# Мануфактурные войны
Мануфактурный период истории военного искусства — период с XVII по XIX века, когда широкое распространение мануфактурного производства позволило наладить массовое для того времени производство огнестрельного оружия для вооружения постоянных регулярных армий и военно-морских флотов. Массовое оснащение армий огнестрельным оружием оказало огромное влияние на развитие военного искусства и явилось одной из причин развития линейной тактики. Исход сражений стал решаться не только атакой живой силы, но и мощью огня.
В XVII—XVIII веках окончательно сложились регулярные армии, укомплектованные профессионалами. Основным средством вооружённой борьбы являлась техника, основанная на применени мускульной силы человека и лошади, виртуозности рук солдата и глазомера офицера. Применение оружия основывалось на индивидуальном искусстве солдата в армии или матроса во флоте. Шёл процесс стандартизации вооружения, обмундирования и снаряжения солдат и офицеров, стандартизации оборонительных сооружений и войсковых обозов. Это позволяло улучшать тактико-технические данные оружия и особенно качество и количество боеприпасов.
С усовершенствованием оружие изменилось разделение функций личного состава внутри родов войск. С изобретением штыка пехота перестала разделяться на пикинёров и мушкетёров, с усилением флотской артиллерии стали уходить в прошлое таран и абордаж. Военная деятельность усложнялась, качественно распределяясь между различными специальностями. Армия стала представлять собой совокупный механизм родов войск, между которыми стала вырабатываться количественная пропорциональность. Такое разделение труда способствовало росту технической виртуозности в деятельности отдельного солдата, однако эта однобокая специализация превращала его в автомат, механически исполнявший волю командования. Обучение становилось муштрой.
Рост армий, улучшение их технической оснащённости увеличил иерархическую лестницу начальствующего состава, обязанного обучать, воспитывать и материально обеспечивать подчинённых. Образовывались системы казарм и военных лагерей, где систематически обучали рядовой состав; для воспитания и обучения офицерского состава развёртывалась сеть военно-учебных заведений.
Изменение качества солдат и офицеров, а также численности войск, усовершенствование оружия определило развитие способов ведения войны и боя. В XVII—XVIII веках оформились кордонная стратегия и линейная тактика; в конце XVIII века начали складываться стратегия и тактика массовых движений войск на театре войны и на поле боя. Преобладало стремление воюющих сторон к решительным наступательным действиям и к активности даже в обстановке вынужденной обороны путём стратегического и тактического маневрирования.
Приобрела свою специфику организация снабжения, вызванная необходимостью регулярно снабжать постоянную армию продовольствием, фуражом, обмундированием, снаряжением, оружием и боеприпасами. В XVII—XVIII веках войска получали всё необходимое из магазинов; возникла и оформилась «пятипереходная» система снабжения. В XIX веке эта система, уже не отвечавшая характеру действий войск, была дополнена организацией использования местных средств, при достаточном количестве которых полководец отказывался от магазинов.

## Периодизация
- Вторая половина XVI века и весь XVII век — период накопления и систематизации фактического материала, формулирования практических требований войны и боя
- XVIII век — период развития, совершенствования и стандартизации военного искусства мануфактурного периода войны
- XIX век — период классических форм военного искусства мануфактурного периода войны.